# Pteropus lombocensis
La volpe volante di Lombok (Pteropus lombocensis Dobson, 1878) è un pipistrello appartenente alla famiglia degli Pteropodidi, endemico delle Isole della Sonda, Indonesia.

## Descrizione

### Dimensioni
Pipistrello di medie dimensioni, con la lunghezza della testa e del corpo tra 130,2 e 156,7 mm, la lunghezza dell'avambraccio tra 108,8 e 122 mm, la lunghezza del piede tra 25,5 e 31 mm, la lunghezza delle orecchie tra 25,6 e 29,5 mm e un peso fino a 266 g.

### Aspetto
La pelliccia è moderatamente lunga, fine e densa sul collo e sulla groppa, più corta e compatta sul dorso. Le parti dorsali sono marroni scure, le spalle variano dal giallo-brunastro al bruno-rossiccio, la testa è leggermente più scura, mentre le parti ventrali sono più chiare. I maschi hanno dei ciuffi di peli più chiari intorno a delle ghiandole situate sui lati del collo. Il muso è relativamente corto ed affusolato, gli occhi sono grandi. Le orecchie sono relativamente corte, marroni scure e con l'estremità arrotondata. La tibia è dorsalmente ricoperta di peli. Le membrane alari sono marroni scure ed attaccate sul dorso. È privo di coda, mentre l'uropatagio è ridotto ad una sottile membrana lungo la parte interna degli arti inferiori. Le sottospecie si differenziano dalle dimensioni e dal colore della pelliccia.

## Biologia

### Comportamento
Si rifugia su palme da cocco o banani singolarmente o a coppie.

### Alimentazione
Si nutre di frutta.

### Riproduzione
Una femmina che allattava un piccolo abbastanza sviluppato è stata catturata nel mese di ottobre.

## Distribuzione e habitat
L'areale di questa specie è ristretto alle Isole della Sonda, Indonesia.
Vive nelle foreste tropicali di pianura. Individui sono stati catturati in piantagioni di mango.

## Tassonomia
In accordo alla suddivisione del genere Pteropus effettuata da Andersen., P. lombocensis è stato inserito nello P. lombocensis species Group, insieme a P. molossinus e P. rodricensis. Tale appartenenza si basa sulle caratteristiche di avere un ripiano basale nei premolari, un rostro del cranio molto accorciato ed il primo incisivo inferiore ridotto.
Sono state riconosciute tre sottospecie:
- P.l.lombocensis: Lombok e Sumbawa;
- P.l.heudei (Matschie, 1899): Alor, Flores, Lembata, Komodo e Pantar;
- P.l.salottii (Kitchener, 1995): Timor.

Altre specie simpatriche dello stesso genere: P. alecto, P. griseus e P. vampyrus.

## Conservazione
La IUCN Red List, considerato che non ci sono informazioni sufficienti sulla popolazione, l'habitat, le minacce e l'impatto che può provocare un'intensa caccia, classifica P. lombocensis come specie con dati insufficienti (DD).

La CITES ha inserito questa specie nell'appendice I.